# 弘旺
弘旺（穆麟德轉寫：hūng wang；1708年1月27日—1762年12月16日，康熙四十七年正月初五日寅時—乾隆二十七年壬午十一月初二日亥時），愛新覺羅氏，左翼近支宗室正藍旗第二族弘字輩，允禩長子，康熙帝之孙，清朝政治人物。

## 生平
康熙四十七年（1708年）戊子正月初五日寅時出生，生母為妾張氏。1717年4月18日（康熙五十六年三月初七），内廷行走。六十一年（1722年），赐贝勒衔。雍正三年（1725年），从学父所管之工部事务。1726年2月28日（雍正四年正月二十七日），长子永类出生。二月十四日（3月17日）其父胤禩因獲罪而被宗人府除名，三月十二日（4月13日）拘禁。弘旺易名為菩薩保（穆麟德轉寫：pusaboo）。三月二十三日（4月24日），遭开除宗籍的弘旺，被迫帶生母、妻子及僅二十一名早先買得投效之家奴等人，离京赴热河披甲充軍。七月二十二日（8月19日），第二子肃英额（sulingge）出生。九月初十日（10月5日），父允禩病死。
1728年2月25日（雍正六年正月十六日），發生弘旺毆打官員案件。據熱河總兵奏陳：阿其那之子甲兵菩薩保，因行宮千總陳京違例騎馬進宮城城門，而將其之補緞褂及素珠俱撕壞，並且毆打之。弘旺對陳京藩下人—即舊屬耿精忠、尚之信及吳三桂三藩，後沒入內務府人丁身份的蔑視，恐怕也是引發鬥毆的原因。有官員請將其正法，眷屬交所屬旗分監禁。雍正帝並未株連其家人，僅將弘旺縛以九條鐵索監禁，並且派兵輪守。十二月二十二日（1729年1月21日），长子永类卒，年三岁。1730年2月22日（雍正八年正月初六日），弘旺與守兵观音保（guwaimboo）、达崇阿（dacungga）、柏起图（bekitu）、额伦特（erentei）秘密結拜兄弟。弘旺家奴穆騰操辦結拜事甚力，所用什物皆由他購買。達崇阿與穆騰私自將他頸上的鐵索、手臂與腳踝上的鐐銬取下。
弘旺常派達崇阿去家中問安，甚至回家歇宿，鎖禁之罪徒具虛名。縱使家境不復往昔，對青睞之人達崇阿仍不吝封賞，先後給其葛布袍子及布單褲等物，並且將剩菜賞給他打掃。觀音保與達崇阿值班時，弘旺把他倆帶自己家裏躺着，致外邊的人謠傳弘旺好男風，故觀音保便不再不和弘旺等一塊行動。 達崇阿得病時，臥於弘旺炕上，由弘旺親自煎藥看顧。如果見不到達崇阿，弘旺就想得連飯也吃不下。
弘旺依然對自己的未來抱有一絲的幻想，對結拜兄弟觀音保說：「萬一主子開恩把我放了，指定封王爺、貝勒。到那時候，我一准把你們帶去京城，落個好差事什麼的。 」然而他因對雍正帝本來面目認識愈深而屢稱：「要是不放我則罷了。」
雍正八年（1730年）六月，弘旺返京圈禁時，途中攜帶筆墨行走。回京後，拘禁在毗鄰宮城的景山，與三伯允祉及十四叔允禵等為鄰。禁錮處的門口及窗戶均封死，僅留一磚洞以通飲食，由太監負責送飯。原有的家奴依照塞思黑家奴之例皆被發遣打牲烏喇，給打牲男丁為奴。九月初四日（1730年10月15日）監守所獲弘旺在紙上書寫結拜弟兄之名。內務府立即派員赴熱河將結拜諸人提京嚴審。達崇阿供出弘旺曾想和他一塊逃去已故喀喇沁扎薩克杜棱郡王扎什的地界，那塊兒山東及山西各省的買賣人很多，可以躲在那處為生。案情审明后，雍正九年（1731）弘旺被再度锁禁，结义兄弟们送刑部从重究拟。热河总管赫奕因失察之罪落职，由巴什接任。负责监押弘旺进京的来文与曾经监守弘旺的内大臣佛伦本是兄弟，因为未能查出弘旺夹带笔墨，俱遭惩处。
1736年1月22日（雍正十三年十二月初十），和碩裕親王廣祿等奏議「關於如何處置阿其那塞思黑子孫」的滿文奏摺中，曾有「阿其那之子菩薩保和他額麼、阿其那的兩個蘇拉格格放在一起」的記載。菩薩保的額麼應為妾張氏，阿其那的兩個蘇拉格格身份不详。
乾隆帝继位后，命王、大臣议奏阿其那、塞思黑子孙事宜。腊月初十，议定恢复弘旺本名，给予红带，纳入玉牒，月领饷银3两，另给房20间、田15顷、奴仆8人，以为资生之计。腊月三十，重获自由。乾隆七年六月，弘旺因“在朝阳门外过宿”、“甘与大臣侍卫平等相交”、“肆行妄为”而被乾隆斥责，说他不知顾惜颜面，卑鄙。为此，身居长辈的庄亲王胤禄、履亲王胤祹因“祖中尊长而不教其子侄”不加“随时管教”，甚至“置若不问”等过错而受到谴责。
弘旺於乾隆二十七年十一月初二日亥時去世，享年五十四歲。
四十三年（1778年）正月，乾隆帝特旨允禩後裔復入宗籍，屬左翼近支正藍旗第二族。

## 家庭及關聯
- 祖父：清聖祖（1654年—1722年）。
- 祖母：良妃（1662年—1711年）。
- 父：允禩（1681年—1726年），爵至廉親王，官至理藩院尚書、總理事務王大臣，雍正三年（1725年）因罪革爵、黜宗室，乾隆四十三年（1778年）復宗籍。
- 母：張氏，張之碧之女，允禩之妾。

### 妻妾
- 嫡妻：舒穆祿氏，倫布之女。
- 妾：茂怡氏，馬爾泰之女。
- 妾：完顏氏，四格之女。
- 妾：榮氏，榮禧之女。

### 子女
- 長子：永類（1726年—1727年），嫡妻舒穆祿氏所生，早卒，年三岁。

- 次子：肅英額（1726年—1795年），妾茂怡氏所生，閒散。嫡妻孙佳氏，一等男县君额駙孙承恩之女，甘肅提督孫思克孫女。
  - 孫：龄贤。
  - 孫：瑞臣。
  - 孫：瑞绵。

- 三子：永明額（1757年—1841年），妾榮氏所生，官至泰寧鎮總兵、陵寢守護大臣。
  - 孫：绵森（1796年—1868年），官至尚書、都統。

- 另有三女。